# Erdo Faraj
Erdo Faraj, med artistnamnet ERDO, tidigare Erdo Klein född 7 november 1991 i Trollhättan, Sverige, är en svensk-irakisk musiker och musikartist.
Erdo är uppvuxen i Trollhättan. År 2013 släppte han sitt debut EP 'Infrared EP' som innehöll sju spår tillsammans med Kawar KJ Yousef på dåvarande State Crown, i Göteborg.  Året 2014 uppmärksammades låten D*ug (Drug) från samma EP av Sveriges Radio P3. Den toppade Musikguiden i P3 och Erdo intervjuades även av P3 Din Gata angående sin musik.  Efter att singeln 'Cleopatra' som släpptes 2014  valde Erdo att ta en paus från musiken av personliga skäl men var åter tillbaka '2018' med singeln 'BOYAH' och under ett nytt artistnamn som endast ERDO. 